# Фоменко, Валентин Трофимович
Валентин Трофимович Фоменко (15 июня 1938, Цимлянский район, Ростовская область — 6 февраля 2025) — российский учёный в области геометрии, дифференциальных и интегральных уравнений, доктор физико-математических наук, профессор, заслуженный деятель науки РФ (1998).

## Биография
Родился 15 июня 1938 года на хуторе Потапов Цимлянского района Ростовской области. Детские и юношеские годы прошли в станице Раздорской.
Окончил Раздорскую среднюю школу (1955), физико-математический факультет Ростовского государственного университета (1960) и его аспирантуру (1963). С 1962 по 1975 г. работал там же: ассистент, старший преподаватель, доцент, профессор, с 1970 г. заведующий кафедрой математического анализа.
В 1975—1982 гг. профессор, заведующий кафедрой алгебры и геометрии Таганрогского государственного педагогического института.
В 1982—1988 гг. в Волгоградском государственном университете: профессор кафедры математического анализа и теории функций (1982—1983), проректор по учебной и научной работе (1983—1984), заведующий кафедрой алгебры и геометрии (1984—1986), 1986—1988 гг. — заведующий кафедрой геометрии и анализа (1986—1988).
С 1988 по 2001 г. — проректор по научной работе Таганрогского государственного педагогического института, с 2001 г. там же — профессор, заведующий кафедрой алгебры и геометрии.
Доктор физико-математических наук (1970), профессор (1971).
Диссертации:
- кандидатская «Об изгибании и однозначной определенности поверхностей положительной кривизны с краем при различных краевых условиях» (1962 г., МГУ им. М. В. Ломоносова);
- докторская: Краевые задачи теории изгибания поверхностей положительной кривизны : диссертация … доктора физико-математических наук : 01.00.00. — Ростов н/Д, 1968. — 249 с.

Автор более 150 научных работ, в том числе монографии и пяти учебных пособий. Подготовил более 20 кандидатов наук, трое из которых впоследствии защитили докторские диссертации.
Заслуженный деятель науки РФ (1998).
Умер 6 февраля 2025 года в возрасте 86 лет.

## Сочинения
- Двумерные поверхности коразмерности два : в авт. ред. : [монография] / В. Т. Фоменко; Минобрнауки РФ, ФГБОУ ВПО «Таганрогский гос. пед. ин-т им. А. П. Чехова». — Таганрог : ТГПИ им. А. П. Чехова, 2012. — 149 с. ISBN 978-5-87976-807-7
- Омбилические поверхности евклидовых пространств / В. Т. Фоменко; в авт. ред. ; ФАО, ГОУ ВПО «Таганрогский гос. пед. ин-т». — Таганрог : ТГПИ, 2009. — 141 с. ISBN 978-5-87976-601-1
- Элементы теории вероятностей и математической статистики : учеб. пособие для студентов высш. и сред. спец. учеб. заведений : в авт ред. / В. Т. Фоменко; Минобрнауки РФ, ФГБОУ ВПО «Таганрог. гос. пед. ин-т». — 2-е изд. — Таганрог : ТГПИ, 2005. — 79 с. ISBN 5-87976-392-7